# Pisme, bande, ljudi
Pisme, bande, ljudi je trodijelna dokumentarna serija Hrvatske radio televizije.
Ideja za seriju krenula je od Ištvančića i Pavlovskog. Prvotna namjera bilo je snimanje filma radnog naslova Zaboravljene pisme, zaboravljeni ljudi no suočili su se s problemom da više nije bilo živih svjedoka vremena koji bi mogli nešto reći o zaboravljenim ljudima. Stoga su autori serijala započeli razgovore s Vojislavom Temunovićem iz udruge Festival bunjevački pisama. Shvatilo se da se jedino može ispripovijedati društvene procese u svezi s tamburaškom glazbom Subotice i okolice.
Snimila ju je Hrvatska radio televizija, Produkcijski odjel Kultura – uredništvo emisija pučke i predajne kulture. Serija se sastoji od tri polusatne epizode. Premijerno prikazivanje je 4. svibnja 2017. na HRT1. Emisija je o tamburašima u Subotici, snimljena na području grada Subotice i okolice u ožujku/travnju i rujnu 2016. godine. Serija prikazuje prošlost i sadašnjost glazbe za tambure u Subotici i okolici kod bunjevačkih Hrvata. Vremenski obuhvat je sedamdeset godina, počevši od razdoblja prije Drugoga svjetskog rata pa do danas. Povijesnu potragu obavio je novinar subotičkog tjednika Hrvatska riječ Zlatko Romić.
Redatelj, skladatelj originalne glazbe oslonjene na bunjevačke glazbene motive i koscenarist je Branko Ištvančić, drugi koscenarist i urednik je Aleksej Pavlovsky, pripovjedač Zlatko Romić, stručni suradnik je Vojislav Temunović, snimatelj /direktor fotografije Dušan Vugrinec, montažer Mladen Radaković, rasvjeta Ljudevit Fištrić, tonski snimatelj tona Mladen Šiklić, tonska obrada Krešimir Šušljek i tajnica režije: Žaklina Komljen.
Epizode nose naslove Hajo i njegovo vrime, U mijanama i svatovima i  .
U prvoj epizodi bavi se Perom Tumbasom Hajom, poznatim uglednim utjecajnim subotičkim profesionalnim glazbenikom i njegovim značajem i utjecajem na tamburaše Subotice i okolnih sela. Epizoda analizira razdoblje od '40-ih do '60-ih godina 20. stoljeća. Istraženi su tadašnji repertoar, stil i društvene okolnosti tamburaške svirke.
U drugoj epizodi se prikazuje društvena praksa funkcioniranja glazbe za tambure u Subotici i njezinoj okolici, od '60-ih do '80-ih godina 20. stoljeća, kad je bunjevačkim Hrvatima glazba bila dodatni ali značajni izvor prihoda, i većinom su svirali po dva dana na svatovima neprekidno, te svirka u mijanama. Tim razdobljem dominiraju romski profesionalni glazbenici, među ostalim Miloš Veliki i Mali.
Treća se epizoda pokriva razdoblje od 1990-ih do danas. Bavi se promjenama repertoara i društvenih okolnosti svirke na tamburama te promjenom njezine uloge na području simbolike identiteta Hrvata Bunjevaca Bačke. Pozornost je dana osnovanom Festivalu bunjevački pisama koji potiče proizvodnju nove (popularne) glazbe za tambure. Istaknut je izniman utjecaj koji su na ovu glazbu ostvarili slavonski tamburaški sastavi i njihove pjesme. Nove su i društvene okolnosti, jer je napokon tambura ušla u službeni sustav glazbenog školovanja. Tamburaši danas sviraju drugi repertora i uglavnom ne više kao nekad po svatovima, već samo po nekim lokalima i mnogo manje nego prije. Epizodi dojmove i razmišljanja kazujuj današnji mladi tamburaši (Marko Križanović, Ninoslav Radak, Matija Temunović).

## Vanjske poveznice
- YouTube Kanal Hrvatske novine: Subotička premijera dokumentarne serije Pisme, bande, ljudi